# 臺灣動畫歷史
臺灣動畫歷史記錄了臺灣動畫產業的變遷。最初的臺灣動畫可追溯至1954年，桂治洪兄弟的黑白動畫《武松打虎》，但留存下來最早的則是光啟社於1960年代末期所製作的《龜兔賽跑》。1970年代，臺灣向美國、日本學習動畫的製作技術，從此開啟了臺灣動畫代工與自製產業的發展。

## 1950、1960年代
在1950、1960年代，臺灣人閒暇時的休閒活動，主要以電影、電視、歌仔戲、布袋戲為主。雖然電視臺仍有播出美國製作的卡通影集，但一般人的觀念中，仍然認為動漫畫會影響學生的學業而加以排斥；但這時已經有臺灣人開始嘗試製作動畫短片。卜立輝神父於1961年成立光啟社，開始在臺灣發展媒體產業，從美國購買舊的動畫器材（攝影臺），可說是臺灣動畫的正式開端。
1963年，卜立輝神父推薦趙澤修到美國好萊塢進修動畫。趙澤修回國後在光啟社成立動畫部，開始創作臺灣動畫。第一部製作的動畫為1968年的《石頭伯的信》，及1969年的《龜兔賽跑》，趙澤修也因此被稱為「臺灣的華特·迪士尼」。1970年，由於經費因素，動畫部關閉；於是趙澤修離開光啟社，創立澤修美術製作所，繼續創作廣告、社教宣導片，這也是臺灣早期專門培育動畫人才的機構之一；但製作所卻因為趙澤修於1970年底赴美而結束。

## 1970年代
日本動畫在1962年到1970年間發展迅速，東映甚至專門為了電視動畫興建一座新的片廠。迅速的發展也帶來製作成本日漸提高的問題，於是日本動畫便興起了向外國尋求動畫代工的念頭。
1970年，影人卡通製作中心成立，有12位動畫師在裡面工作。日本人楠部大吉郎、芝山努與大塚康生也到臺北與影人合作，主要負責日本動畫部份加工，而原畫都是由日方的原畫師作畫。作畫的工具，例如尺、筆、賽璐珞片都從被規定必須從日本進口。巨人之星、東洋魔女等動畫，即為影人卡通所代工製作。但是一年多後，剛好遇到中日斷交，加上當時動畫師的收入（一張動畫新臺幣3元）無法養活自己，於是影人宣告解散。
1971年，曾獲得十大傑出青年的鄧有立聘請了幾位原影人卡通的動畫師，成立了中華卡通。但鄧有立決定與跟影人走不同的路——自製動畫。1972年推出了由朱明燦導演的實驗片《新西遊記》，獲得臺視、中視等無線電視臺與報紙的報導；消息傳到香港電影製作人，南海影業的張英耳裡，張英於是與中華卡通洽談合作，最後決定出資拍攝動畫電影《封神榜》。
在製作《封神榜》時，中華卡通對編劇、角色設計等還處於摸索階段。雖然請了香港編劇家申江寫劇本，但由於申江主要寫電影劇本，對動畫性質不瞭解，導致劇本容量過大。雖然利用了李小龍過世的契機，在劇中加入武俠、功夫等元素，但票房並不佳。影評家但漢章曾評：「小孩子看不懂、大人不願意看。」
1979年，中華卡通與日本東映合作的動畫長片《三國演義》，由蔡明欽擔任其中一位導演。這部電影曾獲得1980年的金馬獎最佳卡通片獎，但票房依舊不佳。當時沒有電腦特效技術，必須用手工的方式，表現出「千軍萬馬」的氣勢，是當時十分不容易的地方。
另外，1974年，趙澤修的弟子黃木村成立了中國青年動畫開發公司，簡稱中青，主要創作社教宣導動畫。1977年替衛生署拍攝的《未雨綢繆》（主題為家庭計劃）曾獲第十四屆金馬獎最佳卡通片獎，這是金馬獎第一次給與動畫片獎項。
1974年由蔡志忠導演的連續劇《傻女婿》片頭，是臺灣第一齣使用動畫作為片頭的連續劇。

## 1980年代
1978年，由美國留學回臺的王中元，成立了宏廣卡通公司，主要業務為接受美國動畫，包括來自漢納巴貝拉（Hanna-Barbera）與迪士尼的代工訂單。由於採用美式企業管理方法，用高價聘請原畫師，因此成為當時全世界出口量最大的動畫代工製作中心；但卻也導致許多小動畫公司無法生存而倒閉。由於宏廣主要承接美國動畫代工，因此臺灣動畫至此引進了美式風格，與影人引進的日式風格，深深地影響了臺灣動畫產業。
在原創動畫方面，1970年代的臺灣動畫大多改編自中國傳統故事，但1980年代的臺灣動畫則轉向改編暢銷漫畫，遠東卡通於1981年改編自香港漫畫家王澤的《老夫子》即為一例。由蔡志忠與謝金塗導演的《老夫子》，雖然改編自四格漫畫，但除了搞笑情節外，也加入了李小龍、盲劍客、好小子對決的情節，票房上十分成功，港臺兩地票房合計超過一億新臺幣。除此之外，《老夫子》也奪得第十八屆金馬獎最佳卡通片獎。
接著，遠東卡通於1983年再度將敖幼祥的四格漫畫《烏龍院》改編為動畫搬上大銀幕，由蔡志忠執導。但由於合作公司的素質參差不齊，成品變形嚴重；另外改編自漫畫，但沒有加入漫畫沒有的故事情節，也讓觀眾沒有新鮮感，因此票房成績並不佳，由漫畫改編動畫的潮流也迅速退燒。宏廣自製，由余為政導演，改編自牛哥漫畫作品《牛伯伯打游擊》的《牛伯伯牛小妹大破鑽石黨》是這波熱潮的最後一作，但這部動畫並未在電影院播映。
與改編傳統故事不同，改編自漫畫的動畫都有角色設定問題。與原著的角色設定差距過大，或是作畫變形，常常大幅降低觀眾觀賞的意願；除此之外，資金與劇本等問題也困擾臺灣動畫。1983年，雖然《牛伯伯》曾參與金馬獎，但最後最佳卡通片獎由泰威公司製作，與手塚治蟲合作的《四神奇》獲得。這也導致了臺灣自製動畫的沒落。
1980年代中期之後，臺灣的動畫產業，大多靠著承接美國動畫的代工訂單來維持。初期承接的是電視動畫，慢慢地改為承接迪士尼的動畫電影。此時的臺灣動畫代工產業有著驚人的成長：在1987年宏廣公司新大樓啟用時，動畫年產量達到170部到190部，聘請超過一百多位原畫師；也由於驚人的產量以及製作效率，宏廣當時被好萊塢稱為「魔術的宏廣」（Magic Cuckoos Nest）。
雖然臺灣的動畫代工產業有著驚人的發展，但此時由臺灣代工的美日動畫，卻也以驚人的速度傾銷回臺灣。這導致了原創動畫的市場被外來動畫侵蝕，甚至到最後，臺灣的電視頻道上幾乎沒有臺灣自製的動畫。
在非賽璐珞動畫製作方面，有1985年由張振益所製作的《兒時印象》，1987年黏土動畫工作室躲貓貓，還有廣電基金會所製作的《阿公講古》、李漢文與陶大偉合作研發製作的紙雕動畫《小葫蘆歷險記》等。但這些動畫製作並沒有與商業模式結合。

## 1990年代
1990年代初期，臺灣經濟起飛，臺幣升值，勞工薪資增加，這些都讓動畫代工產業的成本節節升高。為了降低成本，動畫代工廠紛紛離開臺灣，到中国大陆、東南亞設廠製造。1989年由王亞泉創立的朝陽動畫，是第一批前往大陸的臺灣動畫公司。
由於代工產業外移，臺灣的動畫產業也慢慢地向上游移動，藉創意與研發來生存。1990年代，新聞局藉著輔導金補助了許多動畫長片的製作，包括1994年遠東公司所製作，游景源導演，蔡志忠原著的《禪說阿寬》。除了動畫、著色等在中國大陸製作外，導演、原畫與編劇等皆為臺灣製作，雖然票房不佳，但有不錯的錄影帶銷售成績，也曾獲得第三十一屆金馬獎評審特別獎。
1998年的王小棣導演的《魔法阿媽》，與韓國合作製作，將臺灣本土風俗人情與民間信仰作為動畫主題，成功地引起社會大眾的共鳴，並獲得第一屆臺北電影節商業類年度最佳影片的肯定；但金馬獎評審卻認為故事怪力亂神，使得《魔法阿媽》無緣三十五屆金馬獎最佳動畫片獎。
另外同時也在1998年由康進和導演的《少年噶瑪蘭》，由公共電視出資，宏廣拍攝，主題是蘭陽平原流傳的原住民故事，描寫原住民主角穿越時空，回到舊時蘭陽平原的冒險勵志動畫。雖然美術設計等各方面水準不錯，但由於對臺灣原住民文化的不瞭解，使得整部動畫在原住民中的評價並不高。
除了自製影片以外，臺灣動畫也積極與國外尋求跨國合作。1994年，籌備中的公共電視與日本的NHK，韓國的KBS合作出資拍攝了《孔子傳》，但卻因為法令等諸多因素未能在臺灣電影院線播映；1995年，由林政德漫畫《YOUNG GUNS》改編而成的兩集OVA，採取與日本合作的模式，在銷售上取得不錯的成績。
1995年，美國3D動畫長片玩具總動員對動畫業帶來極大衝擊；同時臺灣的3D動畫短片，由陽光基金會製作，鄭芬芬導演的《小陽光的天空》也在同時製作完成，主題描述一般女孩與燒燙傷女孩間的故事；同時宏廣公司也跨足3D動畫代工產業。

## 2000年代
由於數位化的浪潮席捲全球，動畫也不可免俗的必須加入數位的行列。國際化與創意更成為動畫製作的重要一部分。
鑑於韓國政府在輔助網路遊戲、數位動畫產業的成功，臺灣政府於2003年成立數位內容學院，鼓勵臺灣的遊戲、動畫等數位內容產業的發展。
1989年前遠東卡通老夫子原畫陳耿彬成立大衛數位藝術公司引進美製3D全套設備，製作臺灣首部3D動畫廣告歌林千元變身螞蟻、大同太空寶寶篇等，進而與丁善璽導演合作於1993年完首部3D電腦動畫與真人合成電影將邪神劍長片，為臺灣3D動畫開端。
於1990年代末期，春水堂所製作的網路動畫「阿貴」，在網際網路上取得了成功，並在2002年改編成為動畫長片《阿貴槌你喔》，是第一部獲得臺灣政府補助的數位動畫，也是Flash動畫進軍大螢幕的首例。另外還有2003年中影的《蝴蝶夢-梁山伯與祝英台》以及2005年宏廣公司的《紅孩兒：決戰火焰山》，是結合了3D動畫製作以及中國傳說的動畫電影。
2000年代的動畫，除了單純的製作外，還有劇本、行銷、國際化等種種問題需要解決，已經不是單單培養動畫人才即可解決的問題。許多動畫公司因此積極尋求與國際合作，吸收國際成功的商業模式，並趁機拓展市場。由會宇製作的《兒童十誡》便以歐美而非臺灣為主要市場，與美國動畫公司合作；2004年的電視動畫《魔豆傳奇》，陸續在臺灣、日本、中國大陸、歐洲、美國、韓國等國播出。除了動畫本身之外，也開始嘗試發行週邊產品，與異業結盟以獲得更多的收入。2007年夏天上映的《海之傳說－媽祖》，由中華卡通製作，也與大甲鎮瀾宮合作，推出各項週邊產品，並進行宣傳。至此，臺灣動畫的商業模式也漸漸成熟。
2007年早期2D代工大廠遠東卡通公司因後期經營不善，最終經營權易主高錦源先生，並結束代工業務，新公司於2007年沿用舊名「遠東」, 加上「動畫科技」，遠東動畫科技公司於北京成立中國辦公室，這是新成立的遠東動畫科技公司針對多媒體業務與動畫製作的新發展角度；這也是臺灣動畫公司正式與中國大陸公司北京松雷文化集團合作的首例。該公司在北京的前進辦公室主要業務以原創動畫製作、手機與數位內容為主要製作與營運方向，並在北京故宮成立文化創意商品旗艦店。這合作也使得中國官方機構國家版權交易，北京電影學院及光華基金會的支持與交流。
2009年，第44屆金鐘獎設動畫節目獎，並頒發至今。

## 2010年代
2010年後由於數位媒體科技的興起，促使3D動畫、視覺特效、數位多媒體等的普及，而大學也開始紛紛廣設相關科系培育新人，和旅外留學科技藝術或數位動畫、影像特效的學生歸國，所以近年來有關動畫或影像、設計的團隊的陸續建立與新生代工作室的紛紛創立，他們除了利用數位科技和與國際接軌、互動、交流，帶回國外一些新的技術和觀念、創意，並透過網路、社群或活動相互分享與交流經驗，也為台灣的動畫注入一股新世代的力量和氣氛，有些獨立工作室也開始積極投入原創動畫的自製開發。
1. 傳統動畫：金星人事務所、青禾、飛普數位、文瀾資訊、鈺昇、樂群、SAFE HOUSE T、TWanima、大玩創意、亞斯巴比
2. 逐格動畫：大畫動畫、飛兒、共玩創作、旋轉犀牛、3wish源心製樂、黃興良、劉邦耀
3. 遊戲動畫：奧茲瑪數位影像、傑克創意、藝研、陞等美術設計
4. MV動畫：仙草影像、樂視覺影像、光聚視覺
5. 動態圖像：JL Design、HI ORGANIC、夢想動畫、+AKITIPE STUDIOS、STORYLAND DESIGN STUDIO、提摩西影像、Mixcode、川三十、DOSOMETHING studio、連想創意、Bito設計、白輻射影像Whitelight Motion、K4s Motion Studio、STUDIO 411、圖文不符｜簡訊設計、OCEAN 豐饒之海動畫設計
6. 電腦動畫：西基電腦動畫、數位領域科技、夢想動畫、慧元數位媒體、亞瑪影像、金奇映画、奎德創意、朵巴安、九號映像、本覺創意、奧特其創意、創意核、酷分仔、車庫影像、光合豐、圖騰多媒體、定禾數位、無厘頭動畫、時間軸視覺創意、連想創意、兔將創意影業、雙影創藝、太極影音、美好視覺KeyVisual、好動動畫、HY FILMS動畫公司 （页面存档备份，存于）
7. 視覺特效：數位領域科技、兔將視覺特效、砌禾數位、大腕影像、夢想視覺特效、環節影像、視平方、賞霖創藝、新資料俠、海朵、架構影像、魔特創意、合邑映像、點子研創、奎德創意、後制創意、創砥數位、美好視覺KeyVisual、HY FILMS動畫公司 （页面存档备份，存于）
8. 影片後期：數位領域科技、兔將視覺特效、傳翼數位、視元素、夢想視覺特效、博思、意象影像、威晶影像、美好視覺KeyVisual、HY FILMS動畫公司 （页面存档备份，存于）
9. 原創動畫：冉色斯、幻想曲、星木映像、豆油瓶、東尼、舞墨映畫、奧特其創意、奎德創意、大貓、羊王創映、木田工場、動動滸多媒體、意想數位、雙影創藝、太極影音、Studio REALS、好動動畫
10. 概念原畫：afu、直人blue、怪獸工廠、Alon Chou、PO-WEN
11. 動畫製片：二四點五影像、原金國際、紅色外星人、STUDIO2、奎德創意、太極影音
12. 動畫教育：動畫飛行館、阿尼馬、石榴
13. 動畫推廣：小路映畫、創意連結、飛魚創意、昇龍數位、in微創 影像創作網
14. 裸視3D：好動動畫

2010《鑑真大和尚》、2011《憶世界大冒險》、2012《BBS鄉民的正義》、2013《夢見》、《我是隻小小鳥》、2016《重甲機神 Baryon》、2018《幸福路上》、2019《金星人愛情故事》，台灣的動畫電影試圖一部部的創造，也似乎開始由谷底逐漸地回升產出，希望除了歐美、日本動畫之外，也可以慢慢培養出自己的觀眾群。

## 產業發展的現存問題與改善
1. 產業鏈缺少前期的劇本開發、概念發展、企劃統籌等原創人才，和後期的行銷推廣、發行出版、市場通路等整合人才投入。
2. 創作可嘗試改編已知名的小說、文學、童書、繪本、插畫、漫畫等內容，跨領域整合一起合作出版、發行、營銷，從後端開始慢慢回推來建立完善的產業鏈。
3. 動畫電影需很長期的投入、開發、計劃與執行，並整合各產業間企劃、創作、藝術、製作、行銷等人才來合作完成。
4. 政府對於動畫的發展以補助為主，沒有在學校教育與人才培養積極的調整與規畫。
5. 臺灣學校對於動畫多媒體的課程，除了藝術大學外，大都以3D動畫、影音剪輯與特效為主，忽略了動畫原理與繪製、編劇腳本、分鏡、動畫人物設計。在配音員方面，也沒有專門培育的教育機構，專業師資並不充裕。
6. 故事設定面薄弱，使得作品無法獲得觀眾認同，且大多以抄襲其他國家形式為主。
7. 政府將部分補助投入於民間電腦補教機構，師資與課程參差不齊，問題也與正規學校教育相似：只傳授和電腦相關的技能。

這些問題使臺灣的動畫發展與較進步的日本、韓國以及正在起步的中國大陸比較，水準差距甚遠。